# Бледный (музыкант)
Бле́дный (настоящее имя — Андре́й Алекса́ндрович Позднухо́в; род. 7 ноября 1976, Тара) — российский рэпер, поэт и автор текстов, основатель и участник группы «25/17», бывший участник группы «Ртуть».
По мнению музыкальных критиков, является одним из самых заметных поэтов русскоязычного рэпа.

## Биография
Андрей Позднухов родился 7 ноября 1976 года в городе Тара Омской области.
Отец — Александр Позднухов (род. 1 июня 1955 года).
Мать — Бронислава Позднухова (род. 1 января 1955 года), имеет польские корни.
В 1998 году Позднухов стал участником группы «Ртуть», исполнявшей гангста-рэп. Коллектив выпустил несколько альбомов и получил определённую известность в Омске. В 2002 году Андрей Позднухов начал свой сольный проект «Иезекииль 25:17». Через некоторое время он уехал из Омска в Москву и начал вести творческую деятельность в столице.
Вскоре в группу пришёл солист Антон Завьялов, и она сменила название на «25/17». Весной 2009 года выпущен первый альбом «Только для своих».
У Андрея Позднухова также есть сайд-проект под названием «Лед 9», в котором он исполняет музыку, не подходящую под формат «25/17».
В конце 2012 года Бледный снялся в ролике, призванном привлечь внимание к дискриминации людей с ВИЧ-инфекцией.

### Актерская деятельность
Позднухов играл в нескольких фильмах и спектаклях. В 2013 году исполнил камео в драмах «Околофутбола» и «Восьмёрка», в 2019-м его можно было увидеть в роли гробовщика фильме «В кейптаунском порту», а в 2020-м во МХАТе им. М. Горького в спектакле Эдуарда Боякова «Лавр» в роли старца Иннокентия. В середине октября 2022 года в российский прокат вышел фильм «Сказка для старых», снятый при участии Позднухова. Музыку к картине написал Антон Завьялов, также участник группы «25/17».

### Личная жизнь
Андрей дважды женат. Со второй супругой познакомился, когда проходил государственную практику по изобразительному искусству в гимназии, где та училась в 11 классе. В 2003 году справили свадьбу. 15 марта 2011 года родился сын — Ярослав. 6 ноября 2014 года родилась дочка Станислава.

## Дискография

### В составе группы «Ртуть»
- 1999 — Первая Ртуть
- 2000 — Синяя

### В составе группы «25/17» (ранее «Иезекииль 25:17»)

#### Студийные альбомы
- 2004 — Честное слово третьего подземелья
- 2008 — Засада. Крепче стали
- 2009 — Только для своих
- 2010 — Зебра
- 2012 — Песни о Любви и Смерти
- 2014 — Русский подорожник
- 2017 — Умереть от счастья (совместно с Андрей Кит)
- 2017 — Ева едет в Вавилон
- 2020 — Байки из склепа
- 2023 — Радость встреч и расставаний

#### Мини-альбомы
- 2010 — Сила сопротивления (совместно с группой «ГРОТ»)
- 2010 — Полоса чёрная
- 2011 — Межсезонье
- 2013 — Лукавые дни
- 2015 — Пар
- 2016 — Просто
- 2016 — «Солнцу навстречу» (совместно с группой «Грот»)
- 2022 — Неизбывность
- 2022 — Одолень

#### Микстейпы
- 2007 — Жизнь У (совместно с DJ Navvy)
- 2008 — Сплавы (совместно с DJ Navvy)

#### Компиляции
- 2012 — На волне
- 2013 — Бортовой журнал (10 лет на волне. Live)

#### Макси-синглы и проморелизы
- 2005 — Так была нада
- 2008 — Держитесь крепче (совместно с DJ Navvy)
- 2010 — Всем весна!

#### Синглы
- 2009 — На городской карте
- 2009 — Мое оружие (п.у. FAQ)
- 2009 — Т. Д. С.
- 2010 — Собака
- 2010 — Никто не сможет меня остановить
- 2011 — Огонь
- 2012 — Русская
- 2013 — Внутри разбитой головы
- 2014 — Пока не выключат свет
- 2014 — Рахунок
- 2014 — Имя имен
- 2015 — Под цыганским солнцем (Акустическая версия)
- 2015 — Весь мир идет на меня войной
- 2015 — Сети (п.у. Бранимир)
- 2015 — Щеглы
- 2015 — Живым
- 2016 — «Раскалённые будни» (Памяти Анатолия Крупнова)
- 2016 — Сибирский марш (Калинов мост cover)
- 2017 — «Она не такая, как все»
- 2017 — «На Запад Солнца» (уч. Саграда)
- 2017 — «Комната»
- 2017 — «Бит шатает голову» (уч. Хаски)
- 2018 — «РКНРЛМРТВ»
- 2018 — «Песок» (уч. Саграда и Катя «Drummatix»)
- 2018 — «Судьба (Проклятый рэп)» (уч. Лигалайз)
- 2018 — «Судьба»
- 2018 — «Вспомнить все»
- 2018 — «Эротические сны» (уч. «Ногу свело!»)
- 2019 — «Племя» (уч. Мэйти)
- 2019 — «Патрон» (уч. ЛСП)
- 2019 — «Остров»
- 2019 — «Песок (Saint Rider Remix)» (п.у. Саграда и Катя «Drummatix»)
- 2020 — «Карантин»
- 2020 — «Любовь во время чумы» (п.у. Ёлка)
- 2020 — «Мой 98-й»
- 2021 — «Родео» (уч. РИЧ)
- 2021 — «Пепел» (уч. «Грязь»)
- 2022 — «Россимон»
- 2023 — «ЧБ (На территории всей страны) Live»
- 2023 — «Луна. Электричество» (п.у. Эм Калинин)
- 2023 — «Холодная весна. Электричество»
- 2023 — «Береги себя 23» (уч. РИЧ и Саграда)
- 2023 — «В нашем маленьком городе» (уч. Бранимир и Чиж)
- 2023 — «Воспоминания» (п.у. Ольга Глазова)
- 2023 — «Братская крепость» (п.у. Александр Позднухов)
- 2023 — «Три вагона»
- 2024 — «Пропаганда»
- 2024 — «Главное, что есть ты у меня (Любэ cover)»
- 2024 — «Народная»
- 2024 — «Корни» (п.у. Саграда)

### В составе проекта «Лёд 9»

#### Студийные альбомы
- 2011 — Холодная война
- 2013 — Искушение святого простолюдина

#### Синглы
- 2011 — Ещё хуже
- 2013 — Пожар
- 2013 — 999
- 2013 — Печь
- 2014 — «Абоминог» (Рахунок 2)
- 2016 — «Когти»
- 2017 — «Когти» (Концертная версия)
- 2017 — «Когти» (Remix) (OLIGARKH x ЛЁД-9)
- 2018 — «Сердце и печень»
- 2018 — «Пьяный батя»
- 2019 — «Мы — лёд»
- 2019 — «Кристаллы»
- 2021 — «Небо»
- 2024 — «Пропаганда»

## Фильмография
- 2012 — «Хип-Хоп В России: от 1-го Лица»
- 2013 — «Настоящий рэп»
- 2013 — «Околофутбола»
- 2013 — «RHHB (Russian Hip Hop Beef)»
- 2013 — «Восьмёрка»
- 2019 — «В кейптаунском порту»
- 2022 — «Сказка для старых»
- 2023 — «Отпуск в октябре»
- 2023 — «Ласт Квест»
- 2025 — «Путешествие на солнце и обратно»

## Видеография
- 2008 — «Бейся! (сердце)» при уч. D-Man 55 (производство: Lider Media Group)
- 2009 — «Овощи» при уч. Идефикс (производство: Lider Media Group)
- 2009 — «На городской карте» (реж. Андрей Давыдовский)
- 2009 — «Только для своих» (реж. Андрей Давыдовский)
- 2010 — «Собака (DJ Navvy mix)» (реж. Владимир Тё)
- 2010 — «Никто не сможет меня остановить» (реж. Андрей Давыдовский)
- 2011 — «Огонь» (реж. Андрей Давыдовский)
- 2011 — «Мама, мы все тяжело больны» (реж. Андрей Давыдовский)
- 2011 — «Бесконечное одиночество» (реж. Семён Шорохов)
- 2011 — «Жду чуда» (реж. Семён Шорохов)
- 2012 — «Череп и кости» (реж. Андрей Давыдовский)
- 2012 — «Моя крепость» при уч. Миша Маваши (реж. Семён Шорохов)
- 2012 — «Звезда» (реж. Юлия Ауг)
- 2013 — «На волне»(реж. Семён Шорохов)
- 2013 — «Топоры»(реж. Юлия Ауг)
- 2013 — «Внутри разбитой головы»(реж. Андрей Давыдовский)
- 2014 — альбом «Русский подорожник»
- 2015 — мини-альбом «Пар»
- 2016 — «Чёрная касса» (реж. Андрей Давыдовский)
- 2016 — «Новый вирус» (реж. Андрей Давыдовский)
- 2018 — «Ранен» (реж. Андрей Давыдовский)

### Лёд 9
- 2011 — «Ещё хуже» (реж. Борис Гуц)
- 2012 — «Котята два» при уч. Захар Прилепин (реж. Борис Гуц)
- 2012 — «Ад холода» при уч. Константин Кинчев (реж. Алексей Храмцов)
- 2013 — «Печь» (реж. Андрей Давыдовский)
- 2013 — «Спарта» (реж. Влад Зиздок)